# Tavares da Silva
Pour les articles homonymes, voir Tavares et Silva.
João Joaquim Tavares da Silva, ou simplement Tavares da Silva était un journaliste sportif, entraîneur et sélectionneur portugais, né le 29 novembre 1903 à Estarreja. Il était joueur de football amateur ainsi qu'arbitre international. Il meurt le 19 octobre 1958.

## Biographie
Malgré une formation universitaire en droit, il devient journaliste sportif, en fondant en 1932 l'hebdomadaire A Bola, qu'il dirige jusqu'à la disparition du journal en 1934. Plus tard, il écrit pour des publications telles que Stadium, le Diário de Lisboa et O Norte Desportivo. Il est l'auteur avec Ricardo Ornelas et António Ribeiro dos Reis, de l'Histoire du sport au Portugal (1940), un important ouvrage de référence sur le sujet.
En tant que joueur, il connaît une carrière amateur, évoluant dans les championnats régionaux.
En tant qu'entraîneur, il débute à l'Académica de Coimbra, en remplacement de Micael, ville où il finit ses études de droit, qu'il avait mis de côté pour se consacrer à sa carrière de journaliste. Il entraîne ensuite Belenenses, le Lusitano de Évora, le Sporting Covilhã, l'Oriental, Caldas SC et le Sporting Clube de Portugal, où il arrive en décembre 1953, en partenariat avec le « maître » Joseph Szabo. Avec lui il remporte le championnat du Portugal 1953-54 ainsi que la Coupe. La saison suivante il continue au Sporting, mais en février 1955 il démissionne afin de s'occuper de l'équipe nationale.
Il fait ses débuts en tant que sélectionneur national lors de 2 matches amicaux en 1931. Il reprend les rênes de la sélection en 1945 pour remplacer Cândido de Oliveira. Il démissionne en 1947 après la large victoire 10 à 0 de l'Angleterre. Il occupe à nouveau ce poste en 1951, puis de 1955 à 1957. Au total, il aura dirigé l'équipe nationale pendant 30 matches, dont seulement 3 en compétitions officielles.
Il se consacre également à l'arbitrage, et devient arbitre international, en 1932, et membre du comité fédéral qui élabore un projet statut de joueur professionnel en 1955.
Il décède le 19 octobre 1958, à l'âge de 54 ans.
En 2001, sa ville natale d'Estarreja, donne son nom au complexe sportif, où évolue le club local (CD Estarreja).

## Statistiques

### Entraîneur
| Résultats | Résultats            | Résultats | Résultats | Résultats | Résultats | Résultats | Total       | Total     | Total      |
| Saison    | Club                 | Pays      | Victoires | Nuls      | Défaites  | Titres    | % Victoires | % Nuls    | % Défaites |
| --------- | -------------------- | --------- | --------- | --------- | --------- | --------- | ----------- | --------- | ---------- |
| 1930-31   | Portugal             |           | 1         | 0         | 1         | 0         | 50 %        | 0 %       | 50 %       |
| 1944-45   | Portugal             |           | 0         | 0         | 2         | 0         | 0 %         | 0 %       | 100 %      |
| 1945-46   | Portugal             |           | 2         | 0         | 0         | 0         | 100 %       | 0 %       | 0 %        |
| 1946-47   | Portugal             |           | 2         | 1         | 2         | 0         | 40 %        | 20 %      | 40 %       |
| 1947-48   | Académica de Coimbra |           | Inconnu   | Inconnu   | Inconnu   | Inconnu   | Inconnu     | Inconnu   | Inconnu    |
| 1948-49   | Os Belenenses        |           | Inconnu   | Inconnu   | Inconnu   | Inconnu   | Inconnu     | Inconnu   | Inconnu    |
| 1949-50   | Lusitano             |           | Inconnu   | Inconnu   | Inconnu   | Inconnu   | Inconnu     | Inconnu   | Inconnu    |
| 1950-51   | Sporting Covilhã     |           | Inconnu   | Inconnu   | Inconnu   | Inconnu   | Inconnu     | Inconnu   | Inconnu    |
| 1950-51   | Portugal             |           | 0         | 1         | 3         | 0         | 0 %         | 25 %      | 75 %       |
| 1951-52   | Oriental             |           | Inconnu   | Inconnu   | Inconnu   | Inconnu   | Inconnu     | Inconnu   | Inconnu    |
| 1952-53   | Caldas SC            |           | Inconnu   | Inconnu   | Inconnu   | Inconnu   | Inconnu     | Inconnu   | Inconnu    |
| 1953-54   | Sporting Portugal    |           | 19        | 3         | 2         | 2         | 79,17 %     | 12,50 %   | 8,33 %     |
| 1954-55   | Sporting Portugal    |           | 10        | 5         | 4         | 0         | 52,63 %     | 26,32 %   | 21,05 %    |
| 1954-55   | Portugal             |           | 1         | 0         | 1         | 0         | 50 %        | 0 %       | 50 %       |
| 1955-56   | Portugal             |           | 3         | 1         | 3         | 0         | 42,86 %     | 14,28 %   | 42,86 %    |
| 1956-57   | Portugal             |           | 1         | 1         | 4         | 0         | 16,67 %     | 16,67 %   | 66,66 %    |
| Total     | Total                | Total     | incomplet | incomplet | incomplet | incomplet | incomplet   | incomplet | incomplet  |

### Sélectionneur national
| Date             | Lieu           | Compétition              | Adversaire      | Résultat |
| ---------------- | -------------- | ------------------------ | --------------- | -------- |
| 12 avril 1931    | Porto          | Match amical             | Italie          | 0-2 (D)  |
| 31 mai 1931      | Lisbonne       | Match amical             | Belgique        | 3-2 (V)  |
| 6 mai 1945       | La Corogne     | Match amical             | Espagne         | 4-2 (D)  |
| 21 mai 1945      | Bâle           | Match amical             | Suisse          | 1-0 (D)  |
| 14 avril 1946    | Lisbonne       | Match amical             | France          | 2-1 (V)  |
| 16 juin 1946     | Lisbonne       | Match amical             | Irlande         | 3-1 (V)  |
| 5 janvier 1947   | Lisbonne       | Match amical             | Suisse          | 2-2 (N)  |
| 26 janvier 1947  | Lisbonne       | Match amical             | Espagne         | 4-1 (V)  |
| 23 mars 1947     | Colombes       | Match amical             | France          | 1-0 (D)  |
| 4 mai 1947       | Dublin         | Match amical             | Irlande         | 0-2 (V)  |
| 25 mai 1947      | Lisbonne       | Match amical             | Angleterre      | 0-10 (D) |
| 8 avril 1951     | Lisbonne       | Match amical             | Italie          | 1-4 (D)  |
| 12 mai 1951      | Cardiff        | Match amical             | Pays de Galles  | 2-1 (D)  |
| 19 avril 1951    | Liverpool      | Match amical             | Angleterre      | 5-2 (D)  |
| 17 juin 1951     | lisbonne       | Match amical             | Belgique        | 1-1 (N)  |
| 4 mai 1955       | Glasgow        | Match amical             | Écosse          | 3-0 (D)  |
| 22 mai 1955      | Porto          | Match amical             | Angleterre      | 3-1 (V)  |
| 20 novembre 1955 | Lisbonne       | Match amical             | Suède           | 2-6 (D)  |
| 18 décembre 1955 | Istanbul       | Match amical             | Turquie         | 3-1 (D)  |
| 25 décembre 1955 | Le Caire       | Match amical             | Égypte          | 0-4 (V)  |
| 25 mars 1956     | Lisbonne       | Match amical             | Turquie         | 3-1 (V)  |
| 8 avril 1956     | Lisbonne       | Match amical             | Brésil          | 0-1 (D)  |
| 3 juin 1956      | Lisbonne       | Match amical             | Espagne         | 3-1 (V)  |
| 9 juin 1956      | Lisbonne       | Match amical             | Hongrie         | 2-2 (N)  |
| 16 janvier 1957  | Lisbonne       | Qualif Coupe du monde 58 | Irlande du Nord | 1-1 (N)  |
| 24 mars 1957     | Lisbonne       | Match amical             | France          | 0-1 (D)  |
| 1er mai 1957     | Belfast        | Qualif Coupe du monde 58 | Irlande du Nord | 3-0 (D)  |
| 26 mai 1957      | Lisbonne       | Qualif Coupe du monde 58 | Italie          | 3-0 (V)  |
| 11 juin 1957     | Rio de Janeiro | Match amical             | Brésil          | 2-1 (D)  |
| 16 juin 1957     | São Paulo      | Match amical             | Brésil          | 3-0 (D)  |

 Dû à sa connaissance du milieu du football portugais en tant que journaliste, il est appelé pour devenir sélectionneur en remplacement de Laurindo Grijó en 1931, il dirige l'équipe pour deux matches amicaux, qui aboutissent à une victoire et une défaite.
En 1945, il prend le relais de son ami et confrère, Cândido de Oliveira, sur les 9 matches disputés deux faits notables sont à retenir. La première victoire de la sélection portugaise face aux voisins espagnols, le 26 janvier 1947. Et surtout la défaite 10 à 0 face à l'Angleterre de Stanley Matthews. Il démissionne à la suite de ce match.
De retour à la tête de la sélection en 1951, il n'arrive pas à créer un groupe, et démissionne au bout de 4 matches amicaux qui se soldent par 3 défaites et un nul, il est remplacé par Cândido de Oliveira.
Appelé fin février 1955, en remplacement de Fernando Vaz, qui n'a fait qu'une intérim d'un match, il quitte le Sporting Clube de Portugal, et entame sa plus longue période à la tête de la sélection lusitanienne. Après plus d'un an de matches amicaux il dispute le 16 janvier 1957 son premier match en compétition officielle (Tours préliminaires à la Coupe du monde de football 1958), face à l'Irlande du Nord, qui gagnera le groupe 8 de la Zone Europe, celui-ci se soldant par un match nul (1-1). Ayant encore la possibilité de se qualifier, il est néanmoins démis de ses fonctions, après deux matches amicaux au Brésil, et remplacé par José Maria Antunes, il est dit que son éviction est dû à la dégradation de son état de santé.

### Arbitre international
Arbitre des différents championnats portugais de football, il est appelé le 24 avril 1932 à arbitrer un match amical opposant l'Espagne à la Yougoslavie, ce match reste le seul au niveau international.

## Palmarès

### En tant qu’entraîneur

#### Avec leSporting Portugal[10].
- Vainqueur du Championnat du Portugal de football : 1953-54.
- Vainqueur du Coupe du Portugal de football : 1953-54.